# 费奥克蒂斯托夫陨石坑

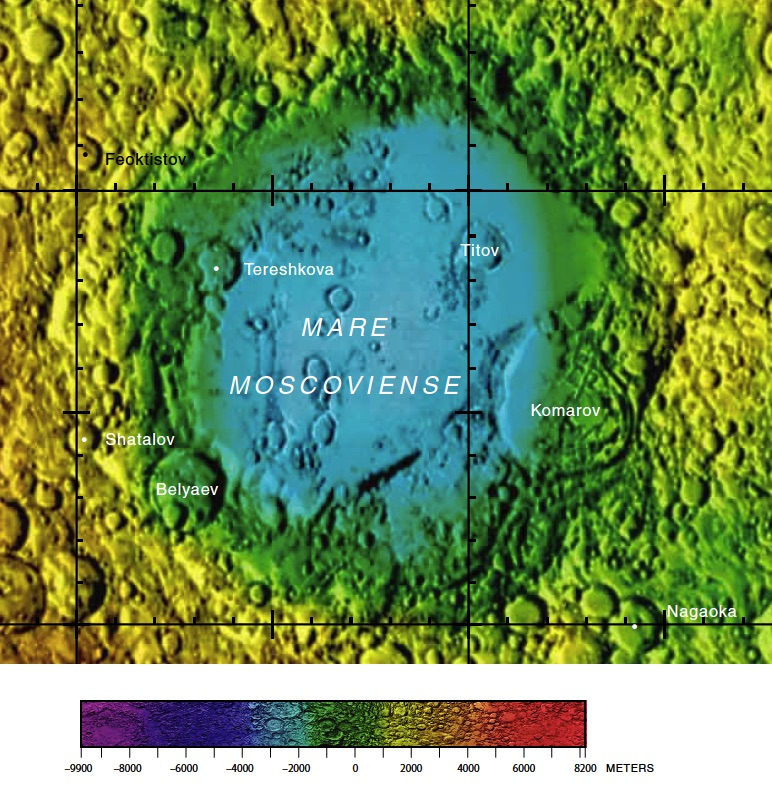
费奥克蒂斯托夫陨石坑的周边，月球背面区域图。

费奥克蒂斯托夫陨石坑（Feoktistov）是位于月球背面北半部的一座大撞击坑，其名称取自前苏联航天工程师、宇航员康斯坦丁·彼得罗维奇·费奥克蒂斯托夫（1926年- ），1970年被国际天文学联合会批准接受。

## 描述
该陨坑西北偏西靠近尼兰德陨石坑、北面毗邻库尔恰托夫环形山、捷列什科娃陨石坑位于它的东南,西北方延伸着库尔恰托夫坑链，莫斯科海则坐落在它的东南方。该陨坑中心月面坐标为30°44′N 140°30′E / 30.73°N 140.5°E，直径22.06公里，深度约1.83公里。
费奥克蒂斯托夫陨石坑形成于莫斯科海撞击事件中所抛射的喷出物，陨坑外观接近圆形，北侧向外伸出，可能是由二座几乎已完全损毁的陨坑叠加而成，而东侧和西北边缘则明显向内缩进。陨坑壁部分磨损，但西北和东侧坑沿仍较为尖峭，平均较周边地形高出820米，内部容积约有330公里3。碗状的坑底相对平坦，除东北部有一片不规则地带外，无其它醒目的地貌结构。
康斯坦丁·彼得罗维奇·费奥克蒂斯托夫是1964年乘坐上升1号进入太空的首位非军事人员。

## 卫星陨石坑
按惯例，最靠近费奥克蒂斯托夫陨石坑的卫星坑将在月图上以字母标注在该坑的中心点旁。

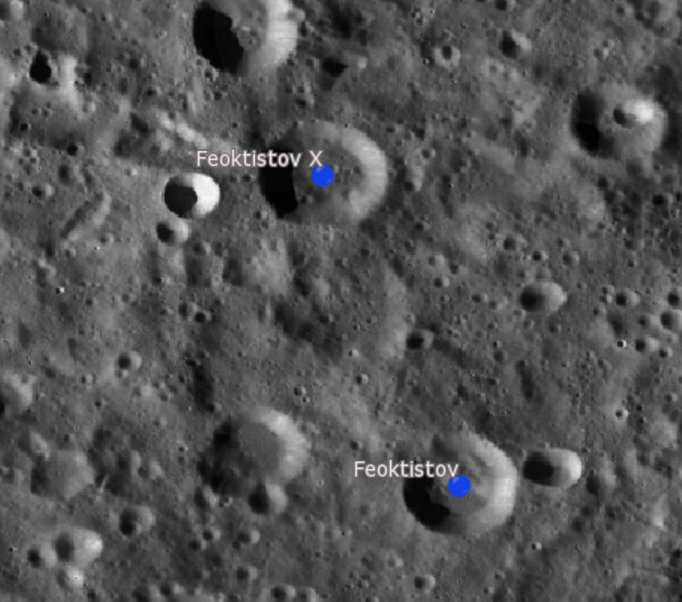
月球勘测轨道飞行器拍摄的图像

| 费奥克蒂斯托夫 | 纬度     | 经度      | 直径       |
| -------------- | -------- | --------- | ---------- |
| X              | 33.01° N | 139.49° E | 24.52 公里 |

## 另请参阅
- Andersson, L. E.; Whitaker, E. A. . NASA RP-1097. 1982.
- Blue, Jennifer. . USGS. July 25, 2007  [2007-08-05]. （原始内容存档于2015-05-26）.
- Bussey, B.; Spudis, P. . New York: Cambridge University Press. 2004. ISBN 978-0-521-81528-4.
- Cocks, Elijah E.; Cocks, Josiah C. . Tudor Publishers. 1995. ISBN 978-0-936389-27-1.
- McDowell, Jonathan. . Jonathan's Space Report. July 15, 2007  [2007-10-24]. （原始内容存档于2015-01-12）.
- Menzel, D. H.; Minnaert, M.; Levin, B.; Dollfus, A.; Bell, B. . Space Science Reviews. 1971, 12 (2): 136–186. Bibcode:1971SSRv...12..136M. doi:10.1007/BF00171763.
- Moore, Patrick. . Sterling Publishing Co. 2001. ISBN 978-0-304-35469-6.
- Price, Fred W. . Cambridge University Press. 1988. ISBN 978-0-521-33500-3.
- Rükl, Antonín. . Kalmbach Books. 1990. ISBN 978-0-913135-17-4.
- Webb, Rev. T. W.  6th revised. Dover. 1962. ISBN 978-0-486-20917-3.
- Whitaker, Ewen A. . Cambridge University Press. 1999. ISBN 978-0-521-62248-6.
- Wlasuk, Peter T. . Springer. 2000. ISBN 978-1-85233-193-1.